# Whoopi Goldberg

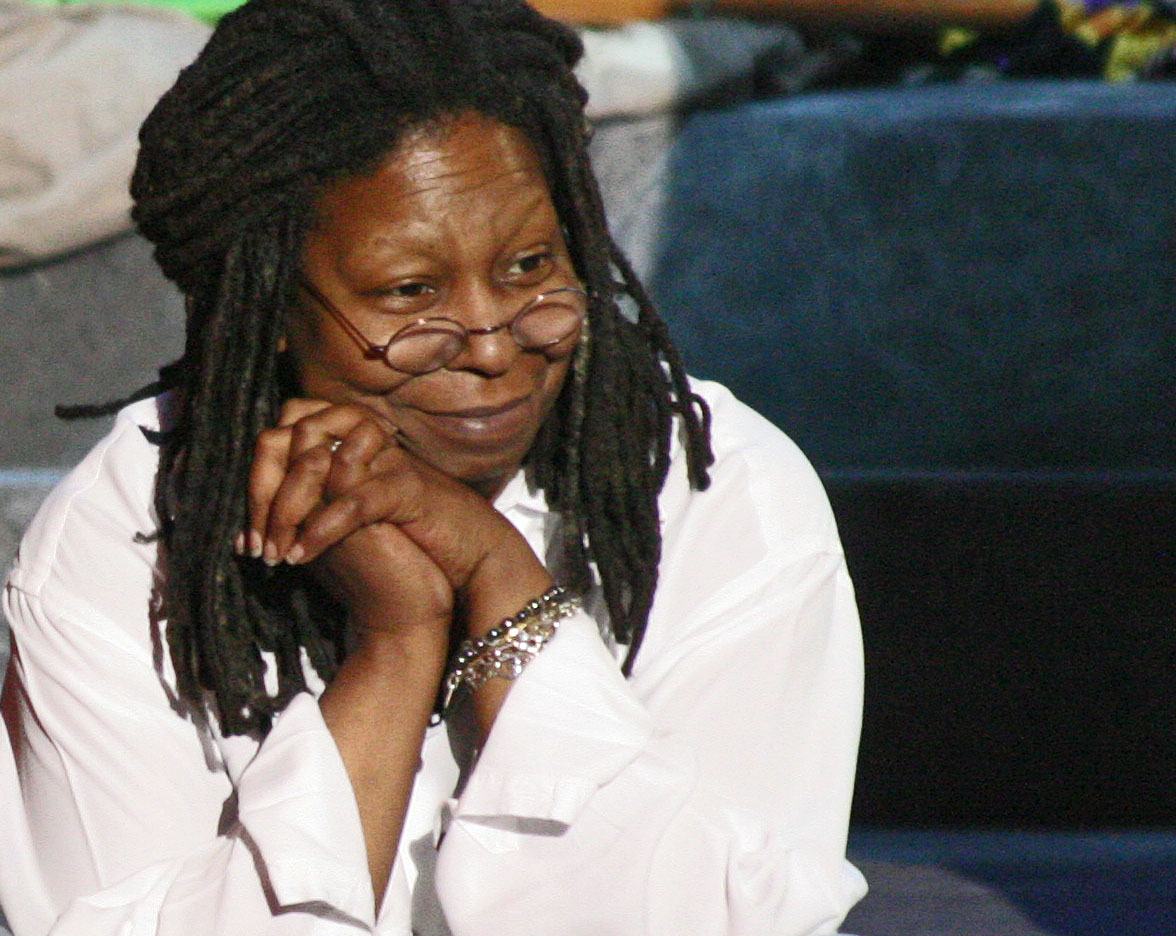
Whoopi Goldberg

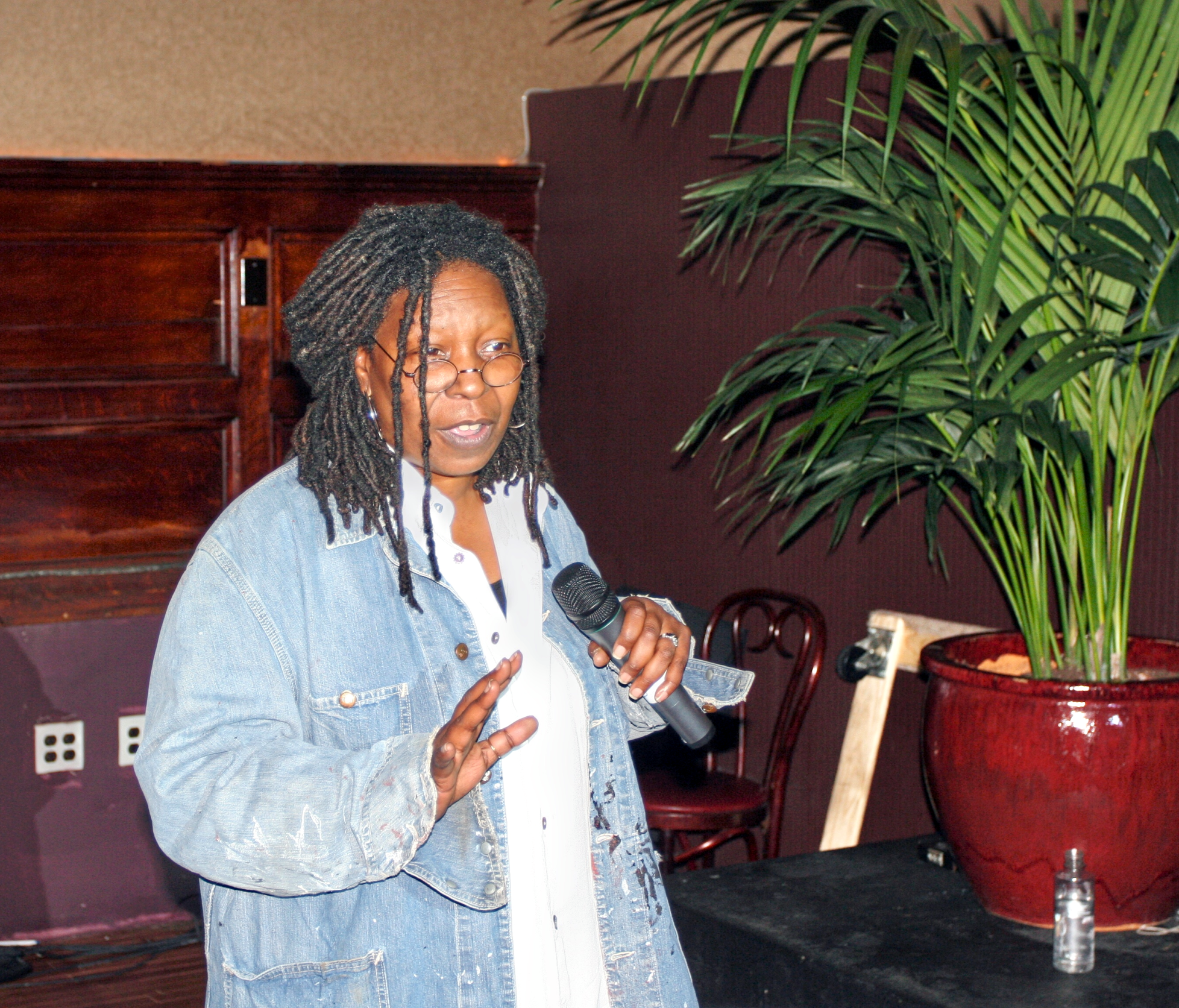
Whoopi Goldberg

Whoopi Goldberg, ursprungligen Caryn Elaine Johnson, född 13 november 1955 i New York i New York, är en amerikansk skådespelare, komiker, författare och programledare i TV och radio.
Whoopi Goldberg fick sitt genombrott i Purpurfärgen 1985. Senare har hon varit vanligt förekommande i främst familjefilmer och lättsamma komedier samt flitigt förekommande gästskådespelare i TV-serien Star Trek: The Next Generation. Hon fick en Oscar för sin roll som Oda Mae Brown i filmen Ghost. Sommaren 1991 började Sveriges Television sända serien Bagdad Café med Goldberg i huvudrollen som påhittigt kämpade kaféägarinna.
Under våren 2009 hade Goldbergs musikal Sister Act premiär i Londons teaterkvarter West End. Uppsättningen var så pass populär att en internationell export av musikalen kan bli aktuell inom kort, bland annat till USA. Hon har även medverkat i Michael Jacksons video Liberian Girl.
I augusti 2007 blev Goldberg en av fem fasta programledare i amerikanska ABC:s populära dagliga talkshow The View som sänds från New York.
Mellan 2007 och 2008 var Goldberg programledare för, Wake Up with Whoopi, ett nationellt syndikerat morgonprogram i radio producerat av stationen KTU i New York.

## Filmografi i urval
| År        | Titel                             | Notering |
| --------- | --------------------------------- | -------- |
| 1985      | Purpurfärgen                      |          |
| 1986      | Jumpin' Jack Flash                |          |
| 1988-1993 | Star Trek: The Next Generation    | TV-serie |
| 1990      | Ghost                             |          |
| 1990-1993 | Captain Planet and the Planeteers | Röst     |
| 1992      | En värsting till syster           |          |
| 1992      | Sarafina!                         |          |
| 1993      | Laddat vapen                      |          |
| 1993      | En värsting till syster 2         |          |
| 1994      | Lejonkungen                       | Röst     |
| 1994      | Star Trek Generations             |          |
| 1994      | Pagemaster - den magiska resan    | Röst     |
| 1995      | The Sunshine Boys                 |          |
| 1995      | Med eller utan killar             |          |
| 1996      | Eddie - En värsting till Coach    |          |
| 1996      | Bogus                             |          |
| 1996      | En värsting på Wall Street        |          |
| 1996      | Skuggor från det förflutna        |          |
| 1997      | Destination Anywhere              |          |
| 1997      | Askungen                          | TV-film  |
| 1998      | The Rugrats Movie                 | Röst     |
| 1998      | Rudolf med den röda mulen         | Röst     |
| 1999      | Alice i Underlandet               | TV-film  |
| 1999      | Där havet slutar                  |          |
| 1999      | Stulna år                         |          |
| 2001      | Monkeybone                        |          |
| 2001      | Rat Race - Sk(r)attjakten         |          |
| 2002      | Star Trek: Nemesis                |          |
| 2003      | Pauly Shore is Dead               |          |
| 2005      | The Aristocrats                   |          |
| 2010      | Toy Story 3                       | Röst     |
| 2011      | Mupparna                          |          |
| 2014      | Teenage Mutant Ninja Turtles      |          |